# Condado de Cloud
El condado de Cloud (en inglés: Cloud County) es un condado en el estado estadounidense de Kansas. En el censo de 2000 el condado tenía una población de 10.268 habitantes. La sede de condado es Concordia. El condado fue fundado el 27 de marzo de 1867 bajo el nombre de condado de Shirley. Posteriormente se cambió el nombre por el actual en honor a William F. Cloud, un oficial del Ejército de la Unión durante la Guerra de Secesión.

## Geografía
Según la Oficina del Censo, el condado tiene un área total de 1.861 km² (718 sq mi), de la cual 1.853 km² (715 sq mi) es tierra y 7 km² (3 sq mi) (0,40%) es agua.

### Condados adyacentes
- Condado de Republic (norte)
- Condado de Washington (noreste)
- Condado de Clay (este)
- Condado de Ottawa (sur)
- Condado de Mitchell (oeste)
- Condado de Jewell (noroeste)

## Autopistas importantes
- U.S. Route 24
- U.S. Route 81
- Ruta Estatal de Kansas 9
- Ruta Estatal de Kansas 28
- Ruta Estatal de Kansas 189
- Ruta Estatal de Kansas 194

## Demografía
En el  censo de 2000, hubo 10.268 personas, 4.163 hogares y 2.697 familias residiendo en el condado. La densidad poblacional era de 14 personas por milla cuadrada (6/km²). En el 2000 había 4.838 unidades habitacionales en una densidad de 7 por milla cuadrada (3/km²). La demografía del condado era de 98,30% blancos, 0,34% afroamericanos, 0,25% amerindios, 0,25% asiáticos, 0,13% de otras razas y 0,73% de dos o más razas. 0,60% de la población era de origen hispano o latino de cualquier raza. 
La renta promedio para un hogar del condado era de $31.758 y el ingreso promedio para una familia era de $39.745. En 2000 los hombres tenían un ingreso medio de $27.166 versus $20.114 para las mujeres. La renta per cápita para el condado era de $17.536 y el 10,80% de la población estaba bajo el umbral de pobreza nacional.

## Ciudades y pueblos
| - Ames - Aurora - Clyde | - Concordia - Glasco - Hollis | - Huscher - Jamestown - Miltonvale | - Rice - Sibley - Simpson | - St. Joseph - Yuma |